# Testadoro
Testadoro è stato un marchio italiano attivo negli anni 40 del Novecento nella produzione di autovetture da corsa, motori e parti per l’elaborazione sportiva di motori di serie.

## Storia
Il marchio Testadoro è stato dato ad una speciale testata per motori (originariamente Fiat 1100) progettata dall'ingegnere Arnaldo Roselli alla fine degli anni '30 del Novecento. Il termine "Testadoro" è stato coniato a causa del caratteristico colore della testata stessa, fusa originariamente in bronzo. In seguito all'incontro con Giorgio Giusti, imprenditore torinese, la testata venne prodotta anche per la più popolare Fiat 500 detta "Topolino", il che consentì ai produttori una maggiore diffusione del prodotto, e ai possessori della diffusissima utilitaria torinese un aumento della potenza unito, secondo la pubblicità dell'epoca, ad una diminuzione dei consumi. Deve essere ricordato, infatti, che la "Topolino" di serie era accreditata all'epoca di soli 13 CV, cosa che la rendeva lenta ed impacciata nonostante la costruzione molto leggera. La "Testadoro era disponibile in tre diverse versioni, differenti per rapporto di compressione, potenza e utilizzo: "N-Normale"; "S-Sport" e "C-Corsa".
La prima versione della Testadoro per Fiat 500 era fusa in bronzo e portava la cilindrata del basamento originale a 660cc. L'uso della lega di bronzo serviva, secondo il progettista, alla maggiore rigidità e alla sua migliore conducibilità termica, caratteristiche che avrebbero dovuto garantire una maggiore affidabilità nel tempo a causa delle minori deformazioni ad alte temperature. Le camere di scoppio erano perfettamente emisferiche, con le candele disposte a V di 90° e le candele al centro. Questa soluzione, caratteristica fino ad allora delle auto da corsa, permetteva una maggiore dimensione delle valvole e una migliore combustione della miscela aria/benzina. Le valvole erano sempre comandate dall'albero a camme poste nel basamento originale fiat, tramite aste, bilancieri e speciali rinvii. Il rapporto di compressione era di 6,2 per la versione "Normale" e 7,2 per la versione "Sport". I diametri delle valvole variavano a seconda della versione. Questa versione del motore Testadoro, ancora con basamento originale Fiat, venne utilizzato sulle prime vetture complete Testadoro, la "Sport" e la "Drin Drin".
Per il 1948 la "Testadoro" perse la propria caratteristica colorazione, in quanto la fusione passò dall'originale bronzo all'alluminio. La testata rimaneva comunque immediatamente riconoscibile per la classica colorazione del coperchio delle valvole, che riportava in rilievo le scritte "Testadoro" e "Casa dell'auto – Torino". Il 1948 vide anche la realizzazione di un motore realizzato completamente in casa, abbandonando il basamento Fiat per una nuova fusione in ghisa con tre supporti di banco, che aveva in comune con l'originale unicamente l'interasse dei cilindri di 61mm (per mantenere la compatibilità con la testata). Il motore era completato da un nuovo albero in acciaio al Cromo-Nickel con corsa di 78, che unito ad un alesaggio di 55 portava la cilindrata totale del 4 cilindri a 742cc, arrivando così molto vicino al limite massimo di cilindrata per poter competere nella classe 750 sport. Con un rapporto di compressione di 9:1, questo nuovo motore completo sviluppava una potenza di 45 CV a 6.500 giri.
Per la stagione agonistica 1949 il motore Testadoro sviluppato nel 1948 venne aggiornato con le canne dei cilindri in acciaio sottoposte a trattamento di nitrurazione. Tale motore, massima espressione dello sviluppo della Testadoro, arrivo ad erogare 48 Cv a oltre 7.000 giri, ed era abbinato ad un cambio a 5 marce.
A seguito del ritiro dalle competizioni deciso da Giusti a causa dell'incidente mortale di Roselli, l'apporto ufficiale della casa ai clienti venne a mancare. Data la bontà del progetto generale e la rarità pezzi di ricambio del motore, molte vetture continuarono la loro attività sportiva con un nuovo propulsore. Andrea Curami, nel suo volume "la sport e suoi artigiani" cita in particolare le Marinella e Daniela realizzate dal buon amico di Giusti e pilota Aquilino Branca con motore Moretti bialbero, e la GI-CO Giannini G1 realizzata da Armando Pasqualin su base Daniela.

## Testadoro 1100
Seppur prodotta in numero minore rispetto alla più popolare testata per Fiat 500, la Testadoro 1100 ebbe applicazione in alcune prestigiose vetture costruite a cavallo del 1950: la Fiat 1100 Rovelli carrozzata da Castagna (con un innovativo hard-top rimovibile) e la Revelli-Monaco Testadoro 1100, progettata dal celeberrimo designer Mario Revelli di Beaumont. Risultava essere in progetto una vettura Testadoro 1100 barchetta per la stagione 1950 (quando il cambio nei regolamenti delle classi "Sport" vietarono le vetture a ruote scoperte), ma che non vide mai la luce a causa del cessare delle attività di Giusti nel campo delle competizioni automobilistiche.

## Vetture complete Testadoro

### Testadoro Sport
La Sport fu la prima vettura prodotta con marchio Testadoro, nel 1947. Aveva un motore originale Fiat, ovviamente dotato della testata che era la specialità della Casa dell'Auto in versione 660cc. Anche il telaio era quello originale della "Topolino", anche se aggiornato e "ribassato", secondo le pubblicità dell'epoca.
Dotata di una particolare carrozzeria a "barchetta" decorata con abbondanti con prese d'aria sia nel frontale che nella vista laterale, la "Sport" partecipò a varie corse, compreso il Circuito di Varese del 1947.

### Testadoro Drin Drin
Sempre nel 1947, Giusti realizzò una seconda "barchetta" con la stessa base tecnica della "Sport". Il caratteristico nome della vettura sembra sia dovuto al soprannome della moglie di Giusti, Andreina. Questa volta il design della vettura fu affidato alle mani esperte di Zagato, che disegnò una vettura caratterizzata da un'estrema pulizia delle linee. La Drin Drin vinse, secondo le cronache dell'epoca, una corsa a Montlhéry (Francia) ed ottenne numerosi buoni piazzamenti.

### Testadoro Marinella
Evidentemente non soddisfatto del telaio della Topolino ancora utilizzato nelle vetture precedenti, per la vettura del 1948 Giusti si rivolse la sua nuova vettura a colui che stava rivoluzionando il mondo dei telai per vetture da corsa: Gilberto Colombo. Colombo aveva progettato e costruito il telaio della prima Ferrari della storia, la 125 S del 1947, ed era diventato il fornitore esclusivo di Enzo Ferrari. Nel contempo, Colombo produceva con il marchio Gilco telai tubolari in acciaio al Cromo-Molibdeno pronti per l'installazione sulle meccaniche più diffuse all'epoca, come le Fiat 500 e 1100. I telai tubolari erano accreditati di una rigidità torsionale 10 volte superiore a quella dei classici telai a longheroni di acciaio dolce usati dalle principali case costruttrici. Con l'ambizione di creare una vettura completa e superiore alla concorrenza sia dal punto di vista motoristico che nella guidabilità, Giusti chiese a Colombo la realizzazione di un telaio esclusivo per la Testadoro, completamente diverso dai classici telai da esso prodotti per la classe 750 (denominati G.C. 750 Sport e N.D. 750 S.). Il telaio della Marinella era del tipo "Isorigid", marchio depositato da Colombo, che consisteva in un traliccio di tubi di piccole dimensioni opportunamente triangolati per una maggiore rigidità, mutuato direttamente dall'esperienza di Colombo nella costruzione di telaio da Gran Premio. La Marinella aveva inoltre un reparto sospensioni degno di vetture di classe superiore, con l'anteriore a quadrilatero e molle elicoidali, quando molte delle concorrenti avevano la classica balestra trasversale.
La Marinella venne carrozzata a "Siluro" da Zagato, con le ruote "scoperte" caratteristiche di quegli anni, con una forma affusolata che seguiva il disegno del telaio. La vettura era ovviamente dotata del nuovo motore completo Testadoro da 742 cc e 45 cavalli, e venne realizzata secondo molte fonti in 9 esemplari, facendone uno dei modelli "pronto corsa" più diffusi dell'epoca.
Con questa vettura lo stesso Giusti ebbe ottimi risultati in numerose corse, nelle quali riusciva ad avere la meglio su vetture aventi cilindrata ben maggiore ma una concezione generale più antiquata. Miglior risultato della stagione fu la vittoria di Giusti alla "Coppa Michelin" svoltasi sullo storico circuito del Valentino a Torino.

### Testadoro Daniela
La Daniela (nome della secondogenita di Giusti) è considerata il massimo sviluppo raggiunto dalla Testadoro in quanto costruttore di auto da corsa. Presentata nel 1949, aveva le migliorie apportate per quella stagione al propulsore (742cc. e 48 cavalli a 7.000 giri), un nuovo telaio Isorigid prodotto dalla Gilco e una carrozzeria (sempre "a siluro biposto") sempre disegnata dalla Zagato. Il trio Giusti/Colombo/Zagato produsse una vettura altamente competitiva e apprezzata sia dalla stampa dell'epoca che dai "gentlemen drivers" dell'epoca. A testimoniare l'importanza della vettura, come confermato da alcune fotografie conservate presso l'archivio del Museo dell'Automobile di Torino, alla sua presentazione erano presenti Dante Giacosa, Elio Zagato, Nino Farina e Carlo Biscaretti di Ruffia. A testimoniare la bontà del progetto furono le numerose vittorie raccolte nel 1949, tra le quali spiccano il Gran Criterium 750 di Monza del 26 Giugno (vittoria assoluta per la Daniela N.ro 8 di Mejnardi). Tra gli altri pilori Testadoro partecipanti (Ugo Puma, Antonio Stagnoli, Aquilino Branca) spicca il nome di Nuccio Bertone con il numero 14. Altra vittoria importante della Daniela nel 1949 fu quella al circuito di Senigallia, ottenuta da Ugo Puma.

## Vetture Testadoro speciali
Sono conosciute diverse realizzazioni originali su base Testadoro, tra le quali la Zagato Fiat 500 Testadoro presentata al salone dell'automobile di Torino del 1947, la l Fiat 1100 Rovelli carrozzata da Castagna e la Revelli-Monaco Testadoro 1100, progettata dal celeberrimo designer Mario Revelli di Beaumont.

## Curiosità
La Testadoro è stata una vettura da competizione guidata da tre illustri protagonisti del design automobilistico italiano: Mario Revelli di Beaumont, Elio Zagato e Nuccio Bertone.